# Saipanetta
Saipanetta is een geslacht van kreeftachtigen uit de klasse van de Ostracoda (mosselkreeftjes).

## Soorten
- Saipanetta brooksi Maddocks, 1973
- Saipanetta cloudi (Mckenzie, 1967) Mckenzie, 1970
- Saipanetta globosa Herrig, 1992 †
- Saipanetta infraturonica Pokorny, 1989 †
- Saipanetta kelloughae Maddocks, 1972
- Saipanetta kennesi Wouters, 1986 †
- Saipanetta mckenziei Teeter, 1975
- Saipanetta tumida (Brady, 1890) Mckenzie, 1970